# Javier Cámpora
Javier Edgardo Cámpora Bustamante (Rosario, 7 gennaio 1981) è un ex calciatore argentino, di ruolo attaccante.